# Taj Saltaneh
Taj Saltaneh Khatoun (14 février 1883 - 25 janvier 1936) Bshkounah est la fille de Nasseredin Shah et la sœur de  Mozaffaredin Shah, tous deux Shah d'Iran. Elle a été une des femmes les plus progressistes de son époque.  Elle a écrit Khaterāt-e Taj Saltaneh (« Les mémoires de Taj Saltaneh »), autobiographie dans laquelle elle révèle les conditions de vie déplorables des femmes iraniennes.

## Biographie

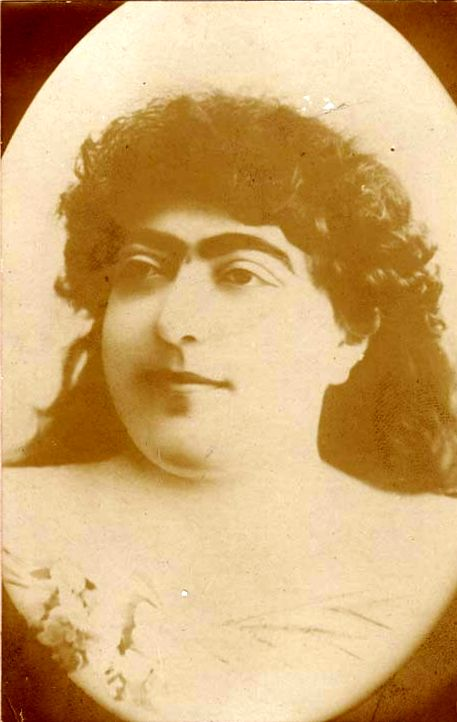
Taj Saltaneh, date inconnue.

Elle est née vers 1883, à Téhéran, membre de la dynastie kadjar, fille de Nasseredin Shah, Shah d’Iran.  Elle n’a pu suivre pendant son enfance qu’une année d’enseignement, l’instruction donnée aux jeunes filles étant assez réduite.  Elle est mariée, très jeune, alors qu’elle n’a que 14 ans, comme il est alors d’usage. Ne voulant pas se contenter du peu d’éducation qu’elle a pu recevoir, elle s’initie à la littérature persane, arabe et française, à l’histoire, à la philosophie, et aux arts (musique et peinture),.
Son père, dont elle était la fille préférée, est assassiné en 1896, quelques années avant ce mariage qui lui est imposé. Le pouvoir revient à son demi-frère, Mozaffaredin Shah qui ne l’apprécie pas. Elle critique ouvertement ses choix politiques et son despotisme. Passionnée par la philosophie des Lumières et la Révolution Française, elle prédit un soulèvement en Iran. Mozaffaredin Shah meurt début janvier 1907, alors que les protestations contre son régime s’intensifient dans le pays. C’est le mouvement appelé révolution constitutionnelle persane de 1905 à 1911. Cette révolution a pour conséquence la fondation d'un parlement en Iran. Elle se prolonge par le Mouvement constitutionnaliste du Gilan, rébellion qui ne se termine qu’en 1921. Finalement la dynastie kadjar est balayée en 1925 par un militaire, Rezâ Pahlavi, aidé par les Anglais.
Elle meurt à Téhéran le 25 janvier 1936, laissant un journal autobiographique, rédigé sous la forme d’une longue lettre, important à la fois comme document historique et comme œuvre littéraire. Le voile y est le symbole de l’infériorisation des femmes. Ses mémoires reprennent ainsi ses observations, durant un voyage à Tabriz, sur les femmes vivant et travaillant dévoilées sans que ceci n'encourage une prostitution. Elle y décrit aussi de façon très ouverte sa vie intime, ainsi que le fonctionnement du harem royal. Cette autobiographie lui permet également d'affirmer ses idées, et ses convictions favorables à la mise en place d'un cadre constitutionnel, le mashrouteh : « D’où vient le progrès ? De la Loi. Quand est-ce que la Loi peut s’appliquer ? Dès le moment où le despotisme prend fin. La mashrouteh est donc mieux que le despotisme. »

## Principale publication
- Khaterāt-e Taj Saltaneh (« Les mémoires de Taj Saltaneh »), Téhéran, Nashré Tarikh Moasser, 1982.

### Webographie
- Notices d'autorité :   - VIAF
  - ISNI
  - BnF (données)
  - IdRef
  - LCCN
  - GND
  - Pologne
  - Israël
  - WorldCat
- (en) « Children of Nasser-ed-Din Shah Qajar (Kadjar) », sur qajarpages.org.
- (en) Massoume Price, « Historically significant women in Iran and the neighboring areas », sur payvand.com, 2008.